# Калистратов, Алексей Кириллович
Алексей Кириллович Калистратов (род. 2 июня 1994 года, Москва) — российский триатлонист. Чемпион России 2017 года в эстафете.

## Достижения
Обладатель Кубка России 2014 года.
Бронзовый призер чемпионата России 2015 года в эстафете.
Тренеры — А. В. Никульшин, К. М. Голдовский, А. Е. Рогатин.
Бывший член сборной России по триатлону.
Является основателем спортивной команды TriathlonOne.
Абсолютный победитель Ironstar Sochi 113 в 2019 г., Ironstar Kazan 113 в 2017 г., Ironstar Samara 113 и Ironstar Zavidovo SuperMix в 2020г, Ironstar Kaliningrad в 2021 году. Победитель Кубка России по триатлону среди Элиты в 2015 г, чемпион России на дистанции Ironman — Ironstar Sochi 8.22
Серебряный и бронзовый призер Первенства Европы 2017 и 2016 года в эстафете. Победитель Первенства России 2017 г на спринтерской дистанции, Первенства России 2016 г на олимпийской дистанции. Многократный победитель и призер этапов Кубка России по триатлону и дуатлону, чемпионата России по спринту, призер Кубков Европы по триатлону по юниорам.

## Биография
Алексей Калистратов родился 2 июня 1994 года в Москве в семье Калистратова Кирилла Генриховича и Калистратовой Нины Юрьевной.  С детства посещал различные спортивные секции. Долгое время успешно занимался биатлоном и лыжными гонками. Некоторое время занимался плаванием, футболом, легкой атлетикой и даже айкидо.
С 14 лет начал занятия триатлоном у тренера Александра Викторовича Никульшина, первого чемпиона СССР по триатлону. В 15 лет впервые  поучаствовал в соревнованиях по триатлону.
После участия и побед во многих стартах, в 2013 году, его приняли в сборную России по триатлону.
В 2019 году Алексей Калистратов создал свой спортивный клуб, TriathlonOne. 
В настоящее время тренируется сам, а также тренирует других.